# オドレイ・フルーロ
オドレイ・フルーロ（Audrey Fleurot、1977年7月6日 - ）は、フランス出身の女優。

## 出演作品
- ママはレスリング・クイーン
- 最強のふたり
- SPIRAL3～連鎖～（ジョセフィーヌ・カールソン）
- 屋根裏部屋のマリアたち（ベッティナ・ドゥ・ブロソレット）
- 猟犬たちの夜　オルフェーヴル河岸36番地―パリ警視庁
- SPIRAL2～連鎖～（ジョセフィーヌ・カールソン）
- SPIRAL～連鎖～（ジョセフィーヌ・カールソン）